# أم3 ستيوارت
أم3 ستيوارت (بالإنجليزية: M3 Stuart)‏، رسميًا دبابة أم الخفيفة، كان دبابة خفيفة أمريكية في الحرب العالمية الثانية. دخلت نسخة محسنة الخدمة كـ أم. تم تزويد القوات البريطانية وغيرها من قوات الكومنولث بموجب عقد إيجار قبل دخول الولايات المتحدة في الحرب. بعد ذلك، تم استخدامها من قبل القوات الأمريكية والقوات المتحالفة حتى نهاية الحرب.
كانت ستيوارت أولى الدبابات الأمريكية في الحرب العالمية الثانية التي شاركت في حرب الدبابات مقابل الدبابات.  
كان ستيوارت أيضًا نظير الدبابة الخفيفة إم 3 لي، والتي كان دبابة متوسطة.

## التاريخ القتالي

### الحرب في شمال إفريقيا وأوروبا
كانت بريطانيا وجيوش الكومنولث الأخرى أول من استخدم الدبابة الخفيفة أم3، باسم "ستيوارت"، في القتال.  من منتصف نوفمبر 1941 إلى نهاية العام، شاركت حوالي 170 ستيوارت (في قوة إجمالية تزيد عن 700 دبابة) في عملية كروسيدر خلال حملة شمال أفريقيا، مع نتائج ضعيفة. هذا على الرغم من حقيقة أن M3 كانت متفوقة أو قابلة للمقارنة في معظم النواحي لمعظم الدبابات التي تستخدمها قوات المحور. كان لدى الدبابة الألمانية الأكثر عددًا ، بانزر-3 أوسف جي، درع وسرعة متطابقين تقريبًا إلى M3،  ويمكن لمدافع الدبابات اختراق الدروع الأمامية للدبابة الأخرى بأكثر من 1,000 متر (3,300 قدم).    كان العيب الرئيسي لستيوارت هو انخفاض سعة الوقود ونطاقه؛ كان نطاق عملياتها 75 ميلاً فقط (عبر البلاد)، 

#### أنزيو
جاء أحد الاستخدامات الأكثر نجاحًا لـ M5 في القتال أثناء معركة أنزو عند اختراق القوات الألمانية المحيطة برأس الشاطئ. دعت التكتيكات إلى تحقيق اختراق أولي من قبل سرية دبابات متوسطة لتدمير الدفاعات الثقيلة، تليها كتيبة مشاة تهاجم القوات الألمانية التي تركت وراء الدبابات المتوسطة. نظرًا لأن العديد من التحصينات والمواقع المخفية كانت ستنجو من هجوم الدبابات المتوسطة الأولي، فسيواجه المشاة بعد ذلك أي قوات ألمانية متبقية. 